# Unterseeboot 765
L'Unterseeboot 765 ou U-765 est un sous-marin allemand (U-Boot) de type VIIC utilisé par la Kriegsmarine pendant la Seconde Guerre mondiale.
Le sous-marin fut commandé le 15 août 1940 à Wilhelmshaven (Kriegsmarinewerft), sa quille fut posée le 15 février 1941, il fut lancé le 22 avril 1943 et mis en service le 19 juin 1943, sous le commandement de l'Oberleutnant zur See Werner Wendt.
L'U-765 n'endommagea ou ne coula aucun navire au cours de l'unique patrouille (39 jours en mer) qu'il effectua.
Il est coulé par l'aéronef et la Marine britannique dans l'Atlantique Nord en mai 1944.

## Conception
Unterseeboot type VII, l'U-765 avait un déplacement de 769 tonnes en surface et 871 tonnes en plongée. Il avait une longueur totale de 67,10 m, un maître-bau de 6,20 m, une hauteur de 9,60 m et un tirant d'eau de 4,74 m. Le sous-marin était propulsé par deux hélices de 1,23 m, deux moteurs diesel Germaniawerft M6V 40/46 de 6 cylindres en ligne de 1400 cv à 470 tr/min, produisant un total de 2 060 à 2 350 kW en surface et de deux moteurs électriques Brown, Boveri & Cie GG UB 720/8 de 375 cv à 295 tr/min, produisant un total 550 kW, en plongée. Le sous-marin avait une vitesse en surface de 17,7 nœuds (32,8 km/h) et une vitesse de 7,6 nœuds (14,1 km/h) en plongée. Immergé, il avait un rayon d'action de 80 milles marins (150 km) à 4 nœuds (7,4 km/h; 4,6 milles par heure) et pouvait atteindre une profondeur de 230 m. En surface son rayon d'action était de 8 500 milles nautiques (soit 15 700 km) à 10 nœuds (19 km/h).
 L'U-765 était équipé de cinq tubes lance-torpilles de 53,3 cm (quatre montés à l'avant et un à l'arrière) qui contenait quatorze torpilles. Il était équipé d'un canon de 8,8 cm SK C/35 (220 coups) et d'un canon antiaérien de 20 mm Flak. Il pouvait transporter 26 mines TMA ou 39 mines TMB. Son équipage comprenait 4 officiers et 40 à 56 sous-mariniers.

## Historique
Il reçut sa formation de base au sein de la 8. Unterseebootsflottille jusqu'au 31 mars 1944, puis il intégra sa formation de combat dans la 7. Unterseebootsflottille.
Sa première patrouille est précédée d'un court trajet de Kiel à Bergen. Elle commence le 3 avril 1944 au départ de Bergen pour l'Atlantique Nord.
 Début mai 1944, l'U-765 est l'un des cinq U-Boote encore positionné à l'ouest des îles britanniques. Il envoie des rapports météorologiques, lui imposant par sécurité un mouvement après chaque message émis. L'U-765 suit cette procédure ; début mai 1944 ses rapports sont captés par les alliés et décodés. Le porte-avions d'escorte HMS Vindex et le 5e SG reçoivent l'ordre de partir à la recherche de l'U-Boot.
 Le 5 mai 1944 au soir, l'U-765 attaque sans succès, par torpilles T-5, les frégates HMS Bickerton (en) et HMS Bligh (en) du 5e SG. Le lendemain au matin, l'U-765 est repéré en surface alors qu'il recharge ses batteries, par un avion bombardier Swordfish X du Sqn 825 (FAA). Le destroyer d'escorte HMS Keats (en) le repère au radar, mais ses recherches sont infructueuses. Les frégates HMS Aylmer (en), HMS Bickerton et HMS Bligh arrivent sur les lieux et lancent une attaque avec des obus de mortier sous-marin et avec des grenades. L'U-765 est obligé de faire surface. Les frégates ouvrent le feu avec leur artillerie et un autre avion Swordfish du HMS Vindex lance deux charges de profondeur. Le sous-marin est envoyé par le fond à l'ouest de l'Irlande à la position géographique 52° 30′ N, 28° 28′ O.
Les Britanniques recueillent onze sous-mariniers sur quarante-huit y compris le Commandant et son Second,  Alexander Gelhaus.

## Affectations
- 8. Unterseebootsflottille du 19 juin 1943 au 31 mars 1944 (Période de formation).
- 7. Unterseebootsflottille du 1er avril 1944 au 6 mai 1944 (Unité combattante).

## Commandement
- Oberleutnant zur See Werner Wendt du 19 juin 1943 au 6 mai 1944.

## Patrouille
|       | Commandant         | Départ       | Départ | Arrivée      | Arrivée | Jours    | Succès |
| ----- | ------------------ | ------------ | ------ | ------------ | ------- | -------- | ------ |
|       | Oblt. Werner Wendt | 18 mars 1944 | Kiel   | 22 mars 1944 | Bergen  | 5 jours  |        |
| 1     | Oblt. Werner Wendt | 3 avril 1944 | Bergen | 6 mai 1944   | Coulé   | 34 jours |        |
| Total | Total              | Total        | Total  | Total        | Total   | 39 jours | 0 t    |

Note : Oblt. = Oberleutnant zur See